# Церковь Святейшего Сердца Иисуса (Любек)
Церковь Святейшего Сердца Иисуса в Любеке (нем. Propsteikirche Herz Jesu) — католическая церковь в центре города Любек (Шлезвиг-Гольштейн); главная римско-католическая церковь города. Неоготическое здание было построен в период с 1888 по 1891 год по проекту архитектора Арнольда Гюльденпфеннига — храм был освящен 10 мая 1891 года. После Реформации в регионе — благодаря серии императорских грамот — католики города имели право проводить небольшие службы в собственных помещениях: ограничения были отменены в 1805 году, после чего католический приход начал искать место для размещения церкви. До послевоенного времени Церковь Святейшего Сердца Иисуса являлась единственным католическим храмом города.

## История и описание
С мая 2012 до повторного открытия в июне 2013 года внутренне убранство церкви Святейшего Сердца Иисуса в Любеке проходило капитальный ремонт по плану архитектурного бюро Гельмута Римана. Шпиль колокольни, сделанный из меди, пришлось отремонтировать ещё в 2007 году из-за заметных повреждений. Если в момент строительства храм был единственной католической церковью города, то со временем у него образовалось пять дочерних приходов. В ходе реструктуризации Гамбургской архиепархии все шесть католических приходов города были объединены, чтобы сформировать новый приход с примерно 23 000 католиков. С 25 июня 2017 года в Любеке вновь остался только один католический приход.